# Одеські манси (команда КВК)
Одеські манси — українська команда КВН та Ліги Сміху, чемпіони Центральної Краснодарської Ліги КВН 2012 року, чемпіони Першої Української Ліги КВН 2012 року, півфіналісти Вищої ліги КВН 2013–2014 рр. Володарі малого КіВіНа в світлому у 2013.
Півфіналісти Ліги Сміху 2015 року.

## Склад команди
- Сергій Середа — капітан.
- Анна Городецька
- Григорій Гущин
- Левон Назинян
- Олександр Станкевич
- Олександр Гелюх
- Микита Шевчук
- Павло Демченко
- Костянтин Миленький
- Станіслав Царан
- Юхим Костянтиновський
- Радмир Мухтаров

## Культові номери
«Нормально все!», «Великолепная пятерка и вратарь», «Одесское караоке»,  «Пейси Boys Band».

## Досягнення у Вищій Лізі КВН

### Сезон 2013 року
Четверта 1/8 фіналу Вищої ліги КВН 2013 (3 місце)
Друга 1/4 фіналу Вищої ліги КВН 2013 (3 місце)
Юрмала 2013
Перша 1/2 фіналу Вищої ліги КВН 2013 (3 місце)
Спецпроєкт 2013 (5 місце)
Підсумок: Малий КіВіН в світлому, Юрмала 2013

### Сезон 2014 року
Перша 1/8 фіналу Вищої ліги КВН 2014 (3 місце)
Третя 1/4 фіналу Вищої ліги КВН 2014 (1 місце)
Юрмала 2014
Перша 1/2 фіналу Вищої ліги КВН 2014 (участі не брали)
У вересні 2014 з'явилася інформація про те, що команда КВК «Одеські манси» знімається з півфіналу. Сайт Амік повідомив, що капітан команди Сергій Середа в телефонній розмові з Олександром Масляковим повідомив, що у команди немає спонсора. Не виключено, що справжня причина відмови команди від участі в півфіналі пов'язана з політичною ситуацією в Україні. На своїй сторінці ВКонтакті, учасники команди заявили, що команда не розпадається, і продовжить своє існування.

## Фільмографія команди
- 2014 - 2016 — «Країна У» (Сергій Середа, Олександр Станкевич, Григорій Гущин, Левон Назинян)
- 2014 - 2016 — «Казки У» (Григорій Гущин, Сергій Середа, Олександр Станкевич, Левон Назинян)
- 2016 — «Одного разу в Одесі» (Сергій Середа, Григорій Гущин, Олександр Станкевич, Левон Назинян)
- 2017 - 2018  — «Ігри приколів» (Олександр Станкевич)
- 2017 - 2018  — «Готель Галіція» (Олександр Станкевич)
- 2020 батько рулить (олександр станкевич)

2020- країна у 2.0 (олександр станкевич)